# 美國裔古巴人
美國裔古巴人，是指生活在古巴的美國人和他們的後裔。直到1998年9月有2000人-3000人生活在古巴。

## 移民歷史
在古巴革命後，少數美國人多數是共產主義者開始移民古巴。在1980年代他們組成了北美居民聯盟。由30個美國移民組成，一些人是美國共產黨成員，其他人則是左派作家和教師。
古巴也是美國逃犯其中一個潛逃熱點，有些美國裔古巴人是美國聯邦調查局通緝名單上人員和激進左派組織成員，在1960年代至1970年代古巴也是波多黎各分離主義者和黑人民櫂組織其中一個活動地方。在1968年有30宗劫機和企圖劫機前往古巴的事件。

## 名人
费利佩·阿吉